# Збройні сили Гамбії
Збройні сили Гамбії (англ. Gambia Armed Forces) — сукупність військ Республіки Гамбія, призначена для захисту свободи, незалежності і територіальної цілісності держави. Складаються з сухопутних військ, військово-морських сил, повітряних сил та Республіканської національної гвардії.

## Загальні відомості
Новобранці отримують вишкіл від Турецько-Гамбійської команди інструкторів.

## Склад збройних сил

### Повітряні сили
За даними журналу FlightGlobal, станом на 2020 рік, на озброєнні повітряних сил Гамбії був 1 бойовий літак.
| Тип    | Виробництво | Призначення | Кількість | Примітки |        |
| Літаки | Літаки      | Літаки      | Літаки    | Літаки   | Літаки |
| ------ | ----------- | ----------- | --------- | -------- | ------ |
| Су-25  | СРСР        | штурмовик   | 1         |          |        |

Знак на кіль